# Christelijke Volkspartij (Peru)
De Christelijke Volkspartij (Partido Popular Cristiano, PPC) is een conservatiefchristelijke politieke partij in Peru. Internationaal is de PPC verbonden in de Christendemocratische Internationale en de Internationale Democratische Unie. De partijkleur is groen.

## Geschiedenis
De partij werd in 18 december 1966 opgericht door de burgemeester van Lima, Luis Bedoya Reyes, als afsplitsing van de Christendemocratische Partij. Daarmee is ze naast de sociaaldemocratische Amerikaanse Populaire Revolutionaire Alliantie (APRA) en de Actie van het Volk (PA) een van de oudste, nog actieve partijen van Peru.
Vanaf 1968 voerde ze oppositie tegen de militaire dictatuur van Juan Velasco Alvarado. Daarentegen ondersteunde ze het presidentschap van Fernando Belaúnde Terry van de Volksactie en nam ze deel aan diens regering van 1980 tot 1985. In 1990 werkte de PPC samen met de Actie van het Volk en de Movimiento Libertad in de alliantie Democratisch Front (Fredemo) dat de presidentskandidatuur van Mario Vargas Llosa ondersteunde; Vargas verloor echter van Alberto Fujimori. Tot 1992 had de PPC een leidende rol in de oppositie in de senaat; vanaf de opheffing van de grondwet van Peru door president Fujimori in 1992 speelde ze echter geen rol van betekenis meer.
Tegen het einde van de heerschappij van Fujimori in 2000 werd de partij weer actiever en werkte ze intensief aan de beëindiging van diens dictatuur. Tijdens de presidentsverkiezingen van 2001 maakte de partij deel uit van de alliantie Nationale Eenheid (Unidad Nacional) en liep PPC-kandidaat Lourdes Flores als derde de tweede verkiezingsronde nipt mis. In 2006 herhaalde dit scenario zich nogmaals met Flores. De alliantie viel in 2008 uiteen, waarna de PCC deelname in de Alliantie voor de Grote Verandering (Alianza por el Gran Cambio) die zich in 2011 achter de partijloze presidentskandidaat Pedro Pablo Kuczynski schaarde; deze verkiezingen werden gewonnen door Ollanta Humala.
In het Peruviaanse congres is de PPC in de periode van 2011 tot 2016 vertegenwoordigd met 7 van de 130 parlementsleden.